# Гайнценберг
Гайнценберг (нім. Hainzenberg) — громада округу Швац у землі Тіроль, Австрія.
Гайнценберг лежить на висоті 910 м над рівнем моря і займає площу 21,5 км². Громада налічує 687 мешканців.
Густота населення 32/км².
Громада Гайнценберг розкинулася на схилі гори на схід від Целль-ам-Ціллера.
|                                      |
| Гайнценберг на мапі округу та землі. |

 Адреса управління громади: Dörfl 360, 6278 Hainzenberg.